# AC Barnechea
Barnechea Fútbol Club – chilijski klub piłkarski z siedzibą w mieście Lo Barnechea leżącym w mieście Santiago, stolicy państwa.

## Osiągnięcia
- Mistrz trzeciej ligi chilijskiej (Tercera división chilena): 2011

## Historia
Barnechea FC założony został 23 grudnia 1929 roku i gra obecnie w drugiej lidze chilijskiej (Primera B).